# Partia Pracy (Irlandia)
Partia Pracy (irl. Páirtí an Lucht Oibre) – irlandzka socjaldemokratyczna partia polityczna, założona w 1912 roku przez Jamesa Connolly’ego. Należy do Międzynarodówki Socjalistycznej i Partii Europejskich Socjalistów. Od początku istnienia stanowi jedną z głównych sił na irlandzkiej scenie politycznej.
Uczestniczyła w różnych koalicjach rządowych, nigdy nie będąc ugrupowaniem, które wskazałoby premiera. Urząd prezydenta Irlandii objął natomiast przedstawiciel partii Michael D. Higgins.

## Liderzy Partii Pracy
- Thomas Johnson: 1922–1927
- Thomas J. O’Connell: 1927–1932
- William Norton: 1932–1960
- Brendan Corish: 1960–1977
- Frank Cluskey: 1977–1981
- Michael O’Leary: 1981–1982
- Dick Spring: 1982–1997
- Ruairi Quinn: 1997–2002
- Pat Rabbitte: 2002–2007
- Eamon Gilmore: 2007–2014
- Joan Burton: 2014–2016
- Brendan Howlin: 2016–2020
- Alan Kelly: 2020–2022
- Ivana Bacik: 2022–